# 黒沢浩
黒沢 浩（くろさわ ひろし、本名：William Hiroshi Koff、ウィリアム・浩・カフ、1960年7月18日 - ）は、主に1970年代に活躍した元子役で元歌手。現在は制作会社の株式会社オーディン代表取締役。株式会社オーディン・ピクチャーズ代表取締役。広告代理店のジャパンティーヴィー株式会社の取締役などを務める。元子役のキャロライン洋子は実妹。

## 経歴
船舶会社に勤務するアメリカ人の父と日本人の母の間に東京で生まれ、「ウィリアム 浩」名義で子供服や雑誌『週刊セブンティーン』でのモデルをしながら、1973年に歌手デビュー。その後、「黒沢浩」に改名して1975年10月にテレビドラマ『少年探偵団』で俳優デビュー。
その後タレント活動を継続していたが1979年にアメリカンスクール・イン・ジャパンを卒業し、カリフォルニア大学サンディエゴ校への入学を機に芸能界を引退。1980年、国際基督教大学教養学部に編入学する。
1984年、大学卒業後に日本テレビ放送網入社。制作局とスポーツ局でディレクター、プロデューサーを経て、1988年に退社。フリーのディレクターを経て、1998年に番組・CM制作会社『株式会社オーディン』を東京都目黒区に設立。同社では主にNHKのスポーツ番組、国際ニュース番組を制作。衛星放送のスポーツ専門局GAORAの海外スポーツ番組制作や、AXNの映画情報番組のほか、プロアクティブなどのマーケティングおよびクリエイティブを手掛ける。
2004年から広告代理店『ジャパンティーヴィー株式会社』取締役、2005年から『ガシーレンカージャパン』のコンサルタントも務める。

## 出演

### テレビドラマ
- 少年探偵団 (BD7)（1975年10月 - 1976年3月、日本テレビ） - 主演・小林芳雄 役　第1・2話では実妹と共演
- 笑って!笑って!!60分番組内ドラマ「続・哀愁学園」（1976年、TBS） - レギュラー

### テレビ番組
- 「レッツゴー・ヤング」（1977年4月 - 1979年3月、NHK総合） - サンデーズ

### 教材
- ケンちゃん世界を回る Third Steps in English (日本ブリタニカ) 
 付属カセットテープ収録ドラマ主人公・石川ケン役

## 音楽

### シングル
| #                      | 発売日                 | A/B面                  | タイトル               | 作詞                   | 作曲                   | 編曲                   | 規格品番               |
| ウィリアム浩 名義      | ウィリアム浩 名義      | ウィリアム浩 名義      | ウィリアム浩 名義      | ウィリアム浩 名義      | ウィリアム浩 名義      | ウィリアム浩 名義      | ウィリアム浩 名義      |
| フィリップス・レコード | フィリップス・レコード | フィリップス・レコード | フィリップス・レコード | フィリップス・レコード | フィリップス・レコード | フィリップス・レコード | フィリップス・レコード |
| ---------------------- | ---------------------- | ---------------------- | ---------------------- | ---------------------- | ---------------------- | ---------------------- | ---------------------- |
| 1                      | 1972年 8月5日          | A面                    | こいびと同志           | 阿久悠                 | 木村孝夫               | 葵まさひこ             | FS-1716                |
| 1                      | 1972年 8月5日          | B面                    | オネショのラブ・ソング | 尾ヶ瀬宏穂             | 小林亜星               | 小林亜星               | FS-1716                |
| 2                      | 1973年 8月25日         | A面                    | 不思議な女の子         | 片桐和子               | 都倉俊一               | 馬飼野康二             | FS-1758                |
| 2                      | 1973年 8月25日         | B面                    | 気になる女の子         | 片桐和子               | 都倉俊一               | 馬飼野康二             | FS-1758                |
| 黒沢浩 名義            |                        |                        |                        |                        |                        |                        |                        |
| ポリドール・レコード   |                        |                        |                        |                        |                        |                        |                        |
| 3                      | 1976年 8月             | A面                    | 光る海                 | 橋本淳                 | 村井邦彦               | 村井邦彦               | DR-6032                |
| 3                      | 1976年 8月             | B面                    | 二枚の羽根             | 橋本淳                 | 村井邦彦               | 村井邦彦               | DR-6032                |
| 4                      | 1976年 11月            | A面                    | 幸せによろしく         | 橋本淳                 | 穂口雄右               | 穂口雄右               | DR-6051                |
| 4                      | 1976年 11月            | B面                    | ストップ・ザ・レイン   | 橋本淳                 | 穂口雄右               | 穂口雄右               | DR-6051                |
| 5                      | 1977年 3月             | A面                    | JACK & BETTY           | 麻生香太郎             | 馬飼野康二             | 馬飼野康二             | DR-6082                |
| 5                      | 1977年 3月             | B面                    | タッチ・アウト         | 麻生香太郎             | 馬飼野康二             | 馬飼野康二             | DR-6082                |
| 6                      | 1977年 8月             | A面                    | セクシー・ポパイ       | 杉山政美               | 伊豆一彦               | 高田弘                 | DR-6131                |
| 6                      | 1977年 8月             | B面                    | 禁じられた果実         | 杉山政美               | 伊豆一彦               | 高田弘                 | DR-6131                |
| 7                      | 1977年 11月            | A面                    | ずぶぬれのあいつ       | 橋本淳                 | 穂口雄右               | 穂口雄右               | DR-6151                |
| 7                      | 1977年 11月            | B面                    | 喧嘩したって恋人さ     | 橋本淳                 | 高田弘                 | 高田弘                 | DR-6151                |